# Paul Brandes
Paul Hermann Leo Brandes (* 18. September 1873 in Kraplau, Kreis Osterode in Ostpreußen, Deutsches Reich; † nach 1955) war ein deutscher Architekt.

## Leben
Brandes Eltern waren der Gutsbesitzer Carl Ludwig Rudolph genannt Louis Brandes (1838–1886) und dessen Ehefrau Hulda Amalie Brandes geb. Vollberg (1837–1922) auf Gut Preußhof (heute polnisch Prusowo). Er studierte an der Baugewerkschule Deutsch Krone und in Hannover.
Gemeinsam mit Paul Hakenholz erhielt er im Jahr 1903 den Auftrag für das genossenschaftliche Wohnbauprojekt Neu-Siebethsburg bei Wilhelmshaven. Dabei orientierten sich die beiden von 1903 bis 1913 „noch an englischer Landhausarchitektur und deren Berliner Fortsetzungen“. Drei Jahrzehnte arbeitete der Bauverein Rüstringen bis zu seiner Gleichschaltung 1933 mit den beiden Architekten zusammen, bevor Fritz Höger mit der weiteren Gestaltung von Neu-Siebethsburg beauftragt wurde.
Im Ersten Weltkrieg erwarb der Lazarettinspektor Probst in Bad Oeynhausen den dortigen Schützenhof. Nachdem Probst mit Einverständnis der Militärbehörden die Genehmigung zur Errichtung einer Militärkuranstalt mit 250 Betten erhalten hatte, beauftragte er 1916 Brandes mit dem Neubau der Anstalt. 1917 wurde der in Hannover ansässige Brandes mit der Verleihung der Roten Kreuz-Medaille II. Klasse geehrt.
Brandes arbeitet lange Jahre mit Paul Hakenholz in einem gemeinsamen Architekturbüro in Hannover. 1945 ging er dort eine Bürogemeinschaft mit dem Architekten Dieter Oesterlen ein, die aber nur bis 1949 andauerte. Ebenfalls in der Nachkriegszeit arbeitete Brandes mit seinem Sohn Rudolf Brandes zusammen.
Brandes war verheiratet mit Karoline Sofie Elise Antoinette Brandes geb. Mertens; beide hatte mehrere Kinder: Liselotte Hulda Marie Paula Brandes (* 14. Juni 1906 in Hannover), Helmut Eduard Karl Paul Brandes (* 14. November 1907 in Hannover) und der spätere Ingenieur Rudolf Heinrich Ludwig Brandes (* 16. April 1916 in Hannover). Zu den Taufpaten Helmut Brandes’ gehörten der Hannoveraner Maler Carl Plinke und der Herforder Architekt Paul Münter.

## Bauten

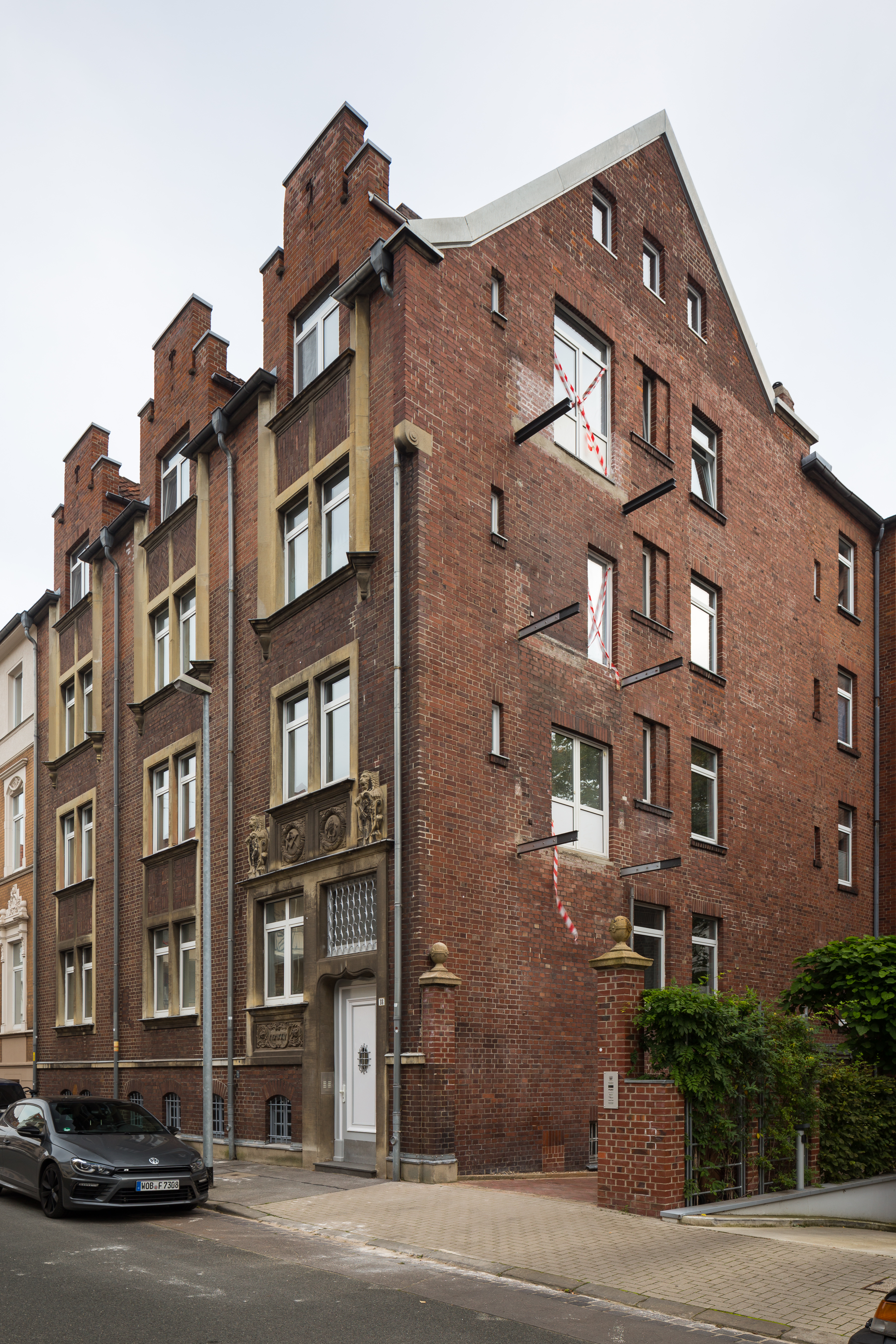
Hedwigstraße 18, nach dem Weltkrieg mit vereinfachter Fassade wiederhergestellt

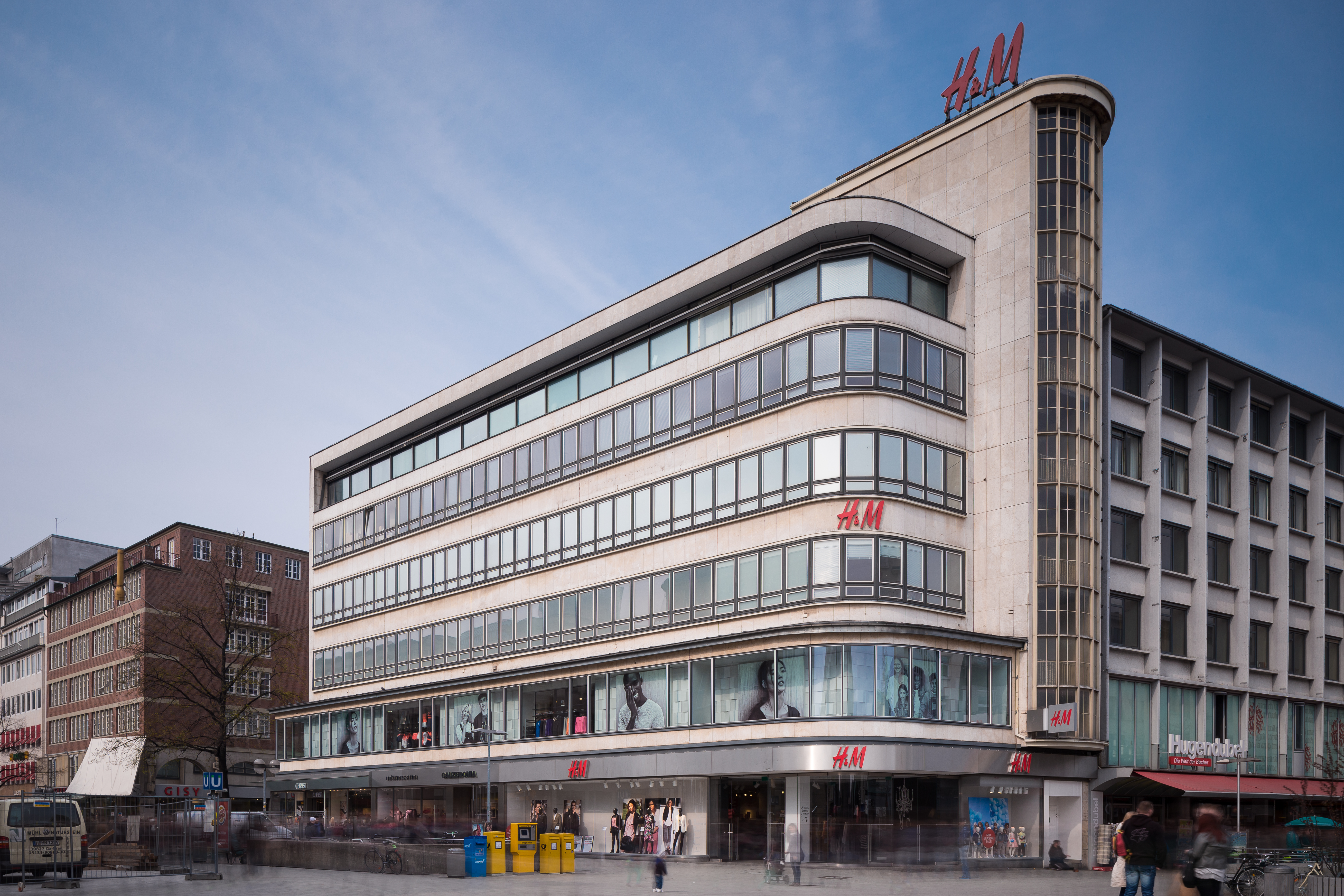
Das Anfang der 1950er Jahre errichtete, heute denkmalgeschützte ehemalige Kaufhaus Magis am Kröpcke

- 1902: zusammen mit Hakenholz: Eckhaus Lemwerderstraße / Fröbelstraße in Bremen-Nord für den Spar- und Bauverein Blumenthal (heute GEWOSIE)
- 1904: zusammen mit Hakenholz: Helenenkapelle für die Heilanstalten Hohenlychen[11]
- 1907: zusammen mit Hakenholz: Lungenheilstätte Müllrose,[12] auch Gut Zeisigberg genannt[13]
- 1910: zusammen mit Hakenholz: Erholungsheim (Auguste-Victoria-Heim) in Bad Bevensen
- zusammen mit Hakenholz: Genesungsheim Friedrichshöhe in Bad Pyrmont[12]
- um 1915:
  - Gutshof Allerhof in Engehausen an der Aller; Ansicht vom Haus auf ein Gartenhaus am Ende des Gartens, Tusche auf Transparent, Architekt Paul Brandes[14]
  - Hausgarten in Bissendorf[14]
- um 1925: Fassade für das Geschäftshaus des Baugeschäfts Adolf Henning, Hedwigstraße 18[15]
- 1925: Lutherhaus in Hannover, Ebhardtstraße 3a[16]
- ab 1928–1930: Erweiterungsbauten des Friederikenstifts in Hannover, Humboldtstraße 5[16]
  - 1946–1951: Wiederaufbau[16]
  - seit 1954 durch Brandes Sohn Rudolf Brandes erheblich erweitert[16]
  - nach 1959: zum Goetheplatz Anbau des Schwesternwohnheimes anstelle der zuvor abgebrochenen Garnisonkirche[16]
- 1951[2] oder 1952, gemeinsam mit Ludwig Thiele: Kaufhaus Magis[16]

## Archivalien
Archivalien von und über Brandes finden sich beispielsweise
- im Nachlass des Landschaftsarchitekten Christian Heinrich Roselius über das Findbuch des Staatsarchivs Bremen im Bestand 7,66[14]